# Edotia samariensis
Edotia samariensis är en kräftdjursart som beskrevs av Müller 1988. Edotia samariensis ingår i släktet Edotia och familjen tånglöss. Inga underarter finns listade i Catalogue of Life.